# Гипноз: Раб чужой воли
«Гипноз: Раб чужой воли» (нем. Hypnose: Sklaven fremden Willens) — немой немецкий фильм 1920 года режиссёра Рихарда Айхберга. Это был первый немецкий фильм в котором снялся Бела Лугоши, после того как Бруно Декарли покинул Eichberg-Film и основал свою собственную продюсерскую компанию.
Фильм вышел на экраны 3 января 1920 года. Через две недели после премьеры название фильма было сокращено до «Раб чужой воли» из-за сходства с фильмом «Гипноз» с австрийским ясновидящим Эриком Яном Хануссеном в главной роли.

## В ролях
| Актёр               | Роль                           |
| ------------------- | ------------------------------ |
| Ли Пэрри            | Клэр Рэйвен                    |
| Гертруд де Лальски  | советник Рэйвен                |
| Карл Хальден        | Вольф Вернер, владелец фабрики |
| Бела Лугоши         | Профессор Морс                 |
| Марга Колер         | миссис Стеффенс                |
| Виолетта Напьерска  | Ева Хейн                       |
| Рудольф Кляйн-Роден | Джек Веллер                    |
| Эмиль Рамо          | Питер Хейн                     |
| Дженни Хёне         | миссис Моран                   |
| Густав Биркхольц    | сенатор Гольбейн               |

## Производство
Бела Лугоши переехал в Германию в 1919 году и быстро смог найти работу в кино. В первую очередь помогло то, что венгерские фильмы в которых он снимался, как раз недавно начали показывать в Германии, а также он с детства хорошо знал немецкий язык. Компания Eichberg-Film, возглавляемая режиссёром Рихардом Айхбергом, выпускала фильмы с участием Бруно Декарли. Но Декарли в середине 1919 года основал свою собственную компанию Decarli-Film Limited, таким образом, Айхбергу требовался новый актёр, и это место занял Бела Лугоши. Первым фильмом, в котором он снялся в Германии, стал «Гипноз: Раб чужой воли».
Фильм был поделён на шесть действий. В течение двух недель после премьеры фильма возникла необходимость в изменении названия с «Гипноз: Раб чужой воли» на сокращённый вариант «Раб чужой воли». Компания Neue Berliner Film Co. ранее уже выпустила в прокат фильм «Гипноз» с австрийским ясновидящим Эриком Яном Хануссеном в главной роли и потребовала сменить название фильма «Гипноз: Раб чужой воли», чтобы не было путаницы.
Этот фильм был в числе первых немецких фильмов о гипнозе. После этих двух фильмов зрители увидели «Радиовызов Риобамба» (1920) и документальный фильм «Эксперименты в гипнозе» (1921).

## Релиз
Премьера фильма «Гипноз: Раб чужой воли» состоялась 3 января 1920 года в берлинском кинотеатре «Шаубург-Лихтшпиле».

## Критика
Критик журнала Film-Kurier выделил для себя основной посыл фильма фразой: «В руках „мудрого“ внушение приобретает благородную силу, в руках „злого“ — преступление и смерть». Также критик похвалил фильм за то, что он всё время держит зрителей в напряжении и использует «самые выдающиеся кинотехнологии». Однако он отмечает, что фильм не плохо было бы сократить до пяти актов. Критик остался в восторге от операторской работы Джо Райва в «фотографическом и техническом плане настолько красиво, что её едва ли можно превзойти». В заключении своей рецензии критик сказал, что Ли Пэрри «играет изысканно», Бела Лугоши «является желанным новичком [для студии]» с «несомненным талантом», а вот Виолетта Напьерска не получила подходящей для себя роли.